# Karl Flach (Zoologe)
Karl Ludwig Flach (auch Carl Flach; * 13. September 1856 in Aschaffenburg; † 18. Juli 1920 ebenda) war ein deutscher Arzt und Entomologe.

## Leben
Karl Flach besuchte das Gymnasium in Aschaffenburg, war sehr interessiert am Schulfach Latein und betrieb früh naturwissenschaftlichen Studien, welche ihm später einen Weltruf erbrachten. Zudem fiel er durch eine hohe zeichnerische Begabung auf. In dieser Zeit begann er bereits eine Käfersammlung anzulegen. Zum Ende seiner Schulzeit machte er ein glänzendes Abitur.
Er studierte Medizin in Würzburg und ließ sich in Aschaffenburg im Hause seiner Mutter als praktischer Arzt nieder. Er galt als überregional ausgezeichneter Diagnostiker. Nebenbei erweiterte er stets seine Käfersammlung. Zudem konnte er eine Sammlung des 1913 verstorbenen Stadtrates Lange in Annaberg erwerben. Viele Reisen widmete er dem Käferfang und besuchte so Russland, Kleinasien, die Türkei, Ungarn, Dalmatien, Istrien, Italien, Sizilien, Spanien und Portugal. Durch Kontakte mit anderen Besitzern bedeutender Sammlungen erhielt er Exemplare und Material aus allen Weltteilen. Er galt auf seinem Gebiet als ausgewiesener Experte und wurde für unzählige Bestimmungen angefragt.
Karl Flach starb an einer Lungenentzündung.

## Werk
Er war Autor des Werkes über zwei fossile Silphiden (Coleoptera) aus den Phosphoriten von Caylux. Die Deutsche Entomologische Zeitschrift von 1890 druckte auf den Seiten 105 bis 109 einen Artikel ab, welcher die Arten Ptomascopus aveyronensis und die Art Palaeosilpha fraasii beschreibt.